# Muhammad Baqir al-Sadr
Muhammad Baqir al-Sadr  (al-Kazimiya, Iraque, 1 de março de 1935 – Bagdá, Iraque, 9 de abril de 1980) foi um clérigo xiita e filósofo iraquiano, fundador ideológico do Partido Islâmico Dawa. Ele é o sogro de Moqtada al-Sadr e primo de Mohamed Sadeq al-Sadr e do imame Musa al-Sadr. Seu pai, Haydar al-Sadr, foi uma das maiores autoridades xiitas do Iraque no século XX. Sua linhagem vem desde o profeta Maomé, pelo sétimo Imam xiita, Musa al-Kadhim.
Assim como os outros membros de sua família, ele lutou para instalar um Estado Islâmico no Iraque. Al-Sadr foi preso por participar de atividades anti-baathistas e conspirar para derrubar o regime de Saddam Hussein. Ele foi executado a mando do ditador iraquiano em 1980.